# كاراتشيف
كاراتشيف (بالروسية: Карачев) هي إحدى مدن روسيا في الكيان الفدرالي الروسي بريانسك أوبلاست.

## أعلام
- هانس غوتس